# 法兰西岛有轨电车3号线a线
法兰西岛有轨电车3号线a线（法語：Ligne 3a du tramway d'Île-de-France）是法兰西岛有轨电车线路之一，其前身为法兰西岛有轨电车3号线，于2006年启用。2012年12月15日起延伸至万塞讷门站并更名为法兰西岛有轨电车3号线a线，以区分万塞讷门站以北的b线。本线呈东西向，贯通巴黎南部环城一带，连接西南角的加里利亚诺桥和东部的万塞讷门，又称为"元帅大道电车" (Tramway des Maréchaux)。

## 历史

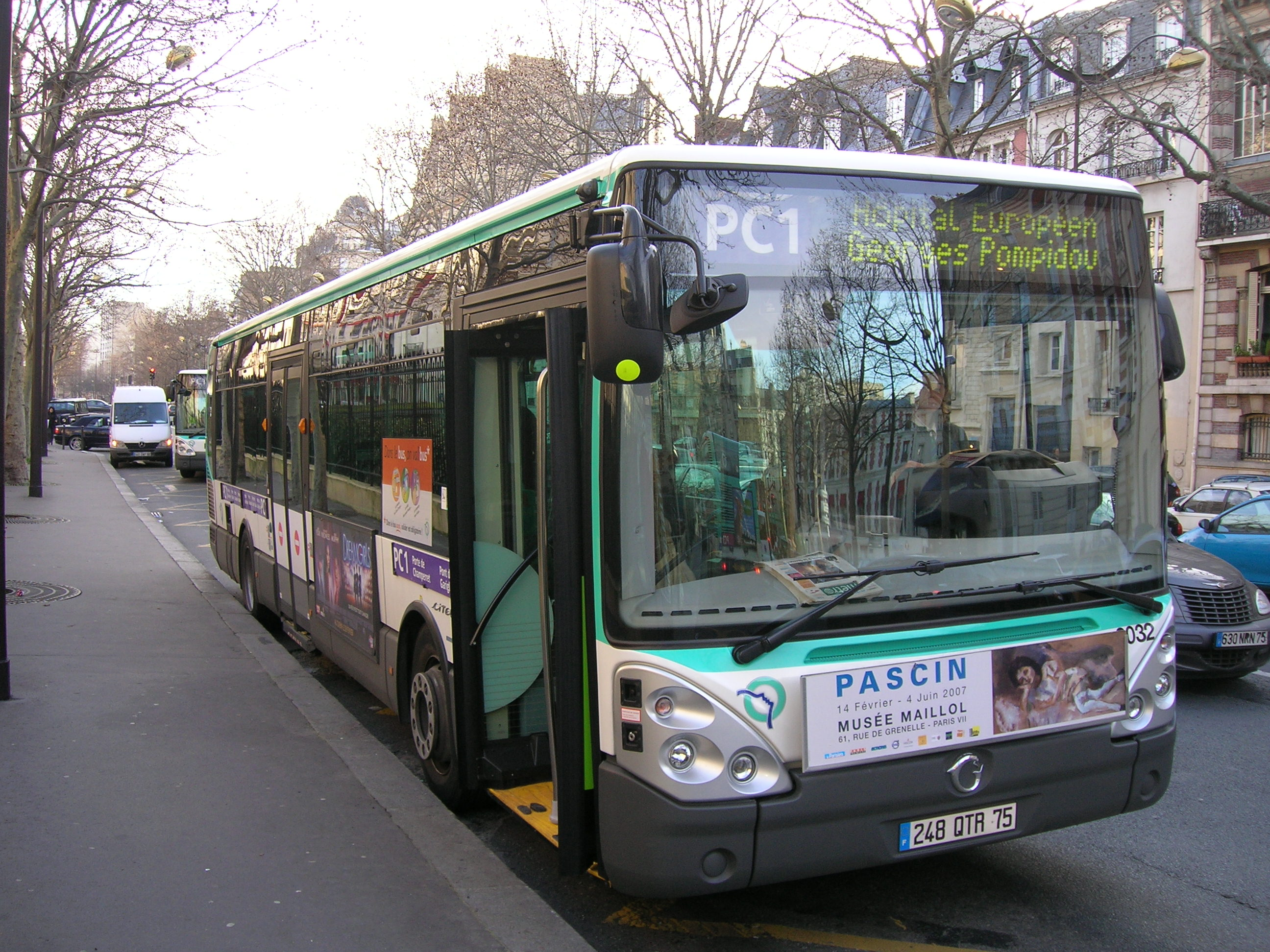
PC1公交车

有关修建路面电车3号线a线的想法可以追溯到1925年。当时，巴黎公交公司（STCRP），即今日巴黎大众运输公司（RATP）的前身，提出在巴黎环城一带修建环城电车的想法，但最终没有下文。而随后随着私家车的兴起和普及，传统的法兰西岛有轨电车于1937年被全部拆除。
而到了1990年代末，行走巴黎西南环城的公交车PC1已经人满为患，尽管该公交车使用铰接车厢，一日可以运送50000名乘客，但已无法胜任当时的客流压力。因此，修建路面电车的方案很快浮出水面。
1993年10月，法兰西岛运输联合会（Syndicat des transports d'Île-de-France，STIF）开始研究路面电车2号线东延段的方案，当时有三种选择：走固有的，已经废弃多年的巴黎环城铁路 (Ligne de Petite Ceinture)，或者行走元帅大道 (Boulevards des Maréchaux) 上的电车专用路，或者前两种方案相结合。不过1995年，这个东延段演变成修建一条新电车线的计划。
这条新电车线将行走巴黎城南环城一带，如果行走环城铁路，可以以28公里的时速，在17分钟内走完全程，每小时可以运送17000名乘客，线路设施和用车成本总计18亿法郎 （1996年），但转乘其他交通工具比较困难；如果行走元帅大道路面，时速只能在15-20公里之间，走完全程就需要24-32分钟，每小时只能运送1900-2600名乘客，兴建成本也高达21亿法郎，但这个高成本，低效能的方案在转乘上却较前一方案方便。当时人们在这两种选择上一直犹豫不决。

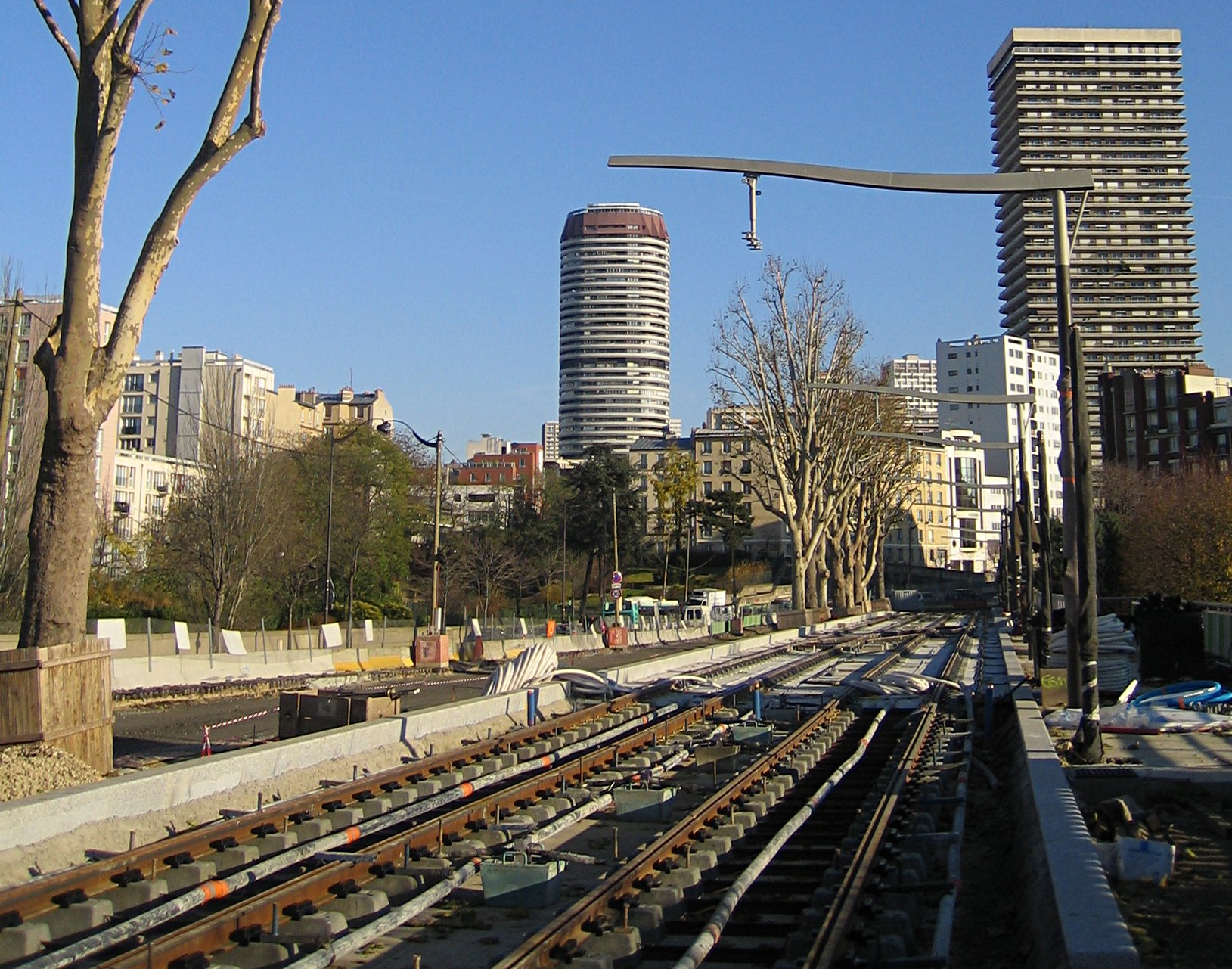
施工中的电车路

在几经徘徊之后，巴黎市政府决定选择元帅大道路面方案，这样元帅大道路面不可避免的要进行大规模修整，另外环城铁路也将得到装修。2001年7月，该计划进行了协商。同年，经过换届选举的巴黎市政当局确定将路面电车3号线a线修建在元帅大道上。2003年2月25日至4月5日，线路方案进行了公众咨询。同年，元帅大道开始进行修整以便于电车路施工。
2004年6月6日，电车3号线正式开始施工，2005年1月，开始铺设第一条铁轨，同年9月，第一列电车投递，10月开始在西段率先竣工的部分试运行，2006年5月，电车车厂竣工，同年9月，设备安装完毕，11月20日，电车开始空载试运行全程，12月16日，电车3号线a线正式投入运营，连接加里利亚诺桥和伊夫里门（Porte d'Ivry，位于巴黎东南角）。通车2日内就有16万人乘坐。
2007年6月18日，电车时速由16公里提高到18公里，这样走完全程所需时间从原来的29分钟缩短至26分钟。
早在3号线通车之前，就有将其向东延伸至沙朗通门的计划存在。2006年1月30日至5月15日，该计划进行了公众辩论。不过后来，该计划更被扩充到延伸至拉沙佩勒门 (Porte de la Chapelle) ，并预计在未来绕城一周到加里利亚诺桥，让3号线呈环形。另外，东延段的路径选择还有过斟酌，一度称要延长出巴黎市区，延伸至庞坦，不过后来取消。2007年9月，东延段路径确定，从伊夫里门延伸至拉沙佩勒门，并于2007年10月10日由法兰西岛运输联合会通过。不过，延长到拉沙佩勒门的计划令3号线a线长度大增，为了方便，3号线a线从万塞讷门到拉沙佩勒门的路段将会独立成一条新线运行，即3号线b线。而万塞讷门和伊夫里门之间的路段仍作为3号线a线的一部分.
电车3号线a线的东延段总共耗资6.15亿欧元，其中延长至沙朗通门的路段，巴黎市和法兰西岛大区各自承担50%的费用，而随后延长至拉沙佩勒门的路段，巴黎市承担70%的费用。但2009年1月，反对者认为东延段耗资将达到9.31亿欧元。
2012年12月15日，3号线正式从伊夫里门延伸至万塞讷门，并更名为3号线a线。而3号线b线也在同一天正式通车。乘客从3号线a线前往3号线b线上任意一处，须在万塞讷门转车，反之亦然。

## 线路走向与车站列表
|  |   |  |                                           |                                               |          |                       |                        |
|  |   |  | 车站                                      | 经纬度                                        | 区域环数 | 途经城镇              | 转乘其他列车           |
|  | o |  | 加里利亚诺桥 Pont du Garigliano           | 48°50′17″N 2°16′16″E / 48.838067°N 2.27116°E  | 1        | 巴黎十五区            | [T] · (C)              |
|  | o |  | 巴拉尔 Balard                             | 48°50′10″N 2°16′42″E / 48.836089°N 2.278198°E | 1        | 巴黎十五区            | (须出站换乘)           |
|  | o |  | 德努埃特 Desnouettes                      | 48°50′04″N 2°17′02″E / 48.83435°N 2.283992°E  | 1        | 巴黎十五区            | (须出站换乘)           |
|  | o |  | 凡尔赛门 Porte de Versailles              | 48°49′58″N 2°17′17″E / 48.832639°N 2.28813°E  | 1        | 巴黎十五区            | (M) · (12) · (T) · (2) |
|  | o |  | 乔治·布拉桑 Georges Brassens              | 48°49′47″N 2°17′44″E / 48.82982°N 2.295649°E  | 1        | 巴黎十五区            |                        |
|  | o |  | 布朗雄 Brancion                           | 48°49′43″N 2°18′03″E / 48.82867°N 2.300828°E  | 1        | 巴黎十五区            |                        |
|  | o |  | 旺沃门 Porte de Vanves                    | 48°49′39″N 2°18′24″E / 48.827402°N 2.306643°E | 1        | 巴黎十四区            | (M) · (13)             |
|  | o |  | 迪多 Didot                                | 48°49′33″N 2°18′48″E / 48.825919°N 2.31333°E  | 1        | 巴黎十四区            |                        |
|  | o |  | 让·穆兰 Jean Moulin                       | 48°49′29″N 2°19′08″E / 48.824695°N 2.318855°E | 1        | 巴黎十四区            |                        |
|  | o |  | 奥尔良门 Porte d'Orléans                  | 48°49′23″N 2°19′32″E / 48.823143°N 2.325483°E | 1        | 巴黎十四区            | (M) · (4)              |
|  | o |  | 蒙苏里 Montsouris                         | 48°49′17″N 2°20′00″E / 48.821506°N 2.333318°E | 1        | 巴黎十四区            |                        |
|  | o |  | 大学城 Cité universitaire                 | 48°49′13″N 2°20′19″E / 48.820342°N 2.338588°E | 1        | 巴黎十四区            | (RER) · (B)            |
|  | o |  | 沙莱蒂体育场 Stade Charléty               | 48°49′10″N 2°20′45″E / 48.819475°N 2.345758°E | 1        | 巴黎十三区            |                        |
|  | o |  | 杨树堡 Poterne des Peupliers              | 48°49′15″N 2°21′03″E / 48.820854°N 2.350854°E | 1        | 巴黎十三区            |                        |
|  | o |  | 意大利门 Porte d'Italie                   | 48°49′09″N 2°21′37″E / 48.819065°N 2.360175°E | 1        | 巴黎十三区            | (M) · (7)              |
|  | o |  | 舒瓦西门 Porte de Choisy                  | 48°49′11″N 2°21′50″E / 48.819751°N 2.363989°E | 1        | 巴黎十三区            | (M) · (7)              |
|  | o |  | 伊夫里门 Porte d'Ivry                     | 48°49′18″N 2°22′12″E / 48.821805°N 2.370016°E | 1        | 巴黎十三区            | (M) · (7)              |
|  | o |  | 玛丽斯·巴斯蒂耶 Maryse Bastié             | 48°49′27″N 2°22′37″E / 48.824071°N 2.376935°E | 1        | 巴黎十三区            |                        |
|  | o |  | 法兰西街 Avenue de France                 | 48°49′32″N 2°22′52″E / 48.825476°N 2.381119°E | 1        | 巴黎十三区            |                        |
|  | o |  | 勒鲁瓦大亨 Baron Le Roy                   | 48°49′46″N 2°23′25″E / 48.829368°N 2.390368°E | 1        | 巴黎十二区            |                        |
|  | o |  | 沙朗通门 Porte de Charenton               | 48°49′54″N 2°23′52″E / 48.831741°N 2.397801°E | 1        | 巴黎十二区            | (M) · (8)              |
|  | o |  | 镀金门 Porte Dorée                        | 48°50′08″N 2°24′24″E / 48.835505°N 2.406741°E | 1        | 巴黎十二区            | (M) · (8)              |
|  | o |  | 蒙唐普瓦夫尔门 Porte de Montempoivre      | 48°50′26″N 2°24′33″E / 48.840689°N 2.409159°E | 1        | 巴黎十二区            |                        |
|  | o |  | 亚历山德拉·大卫-尼尔 Alexandra David-Néel | 48°50′39″N 2°24′37″E / 48.844265°N 2.41028°E  | 1        | 巴黎十二区            |                        |
|  | o |  | 万塞讷门 Porte de Vincennes               | 48°50′49″N 2°24′37″E / 48.847012°N 2.410296°E | 1        | 巴黎十二区 巴黎二十区 | (M) · (1) · (T) · (3b) |

(以上车站和城镇中文名并非官方译名)

## 使用车型
3号线a线使用西塔迪 402型电车 (Citadis 402)。该车型长43.7米，宽2.65米,，车内共有78个座位，可容纳304人乘搭，車輛使用低地台設計，方便残障人士上落车，车内还配有空调、闭路监控等设备。该车型最大时速可达每小時60公里，由6个功率为120千瓦的异步马达推动。目前共有21列列車运行。

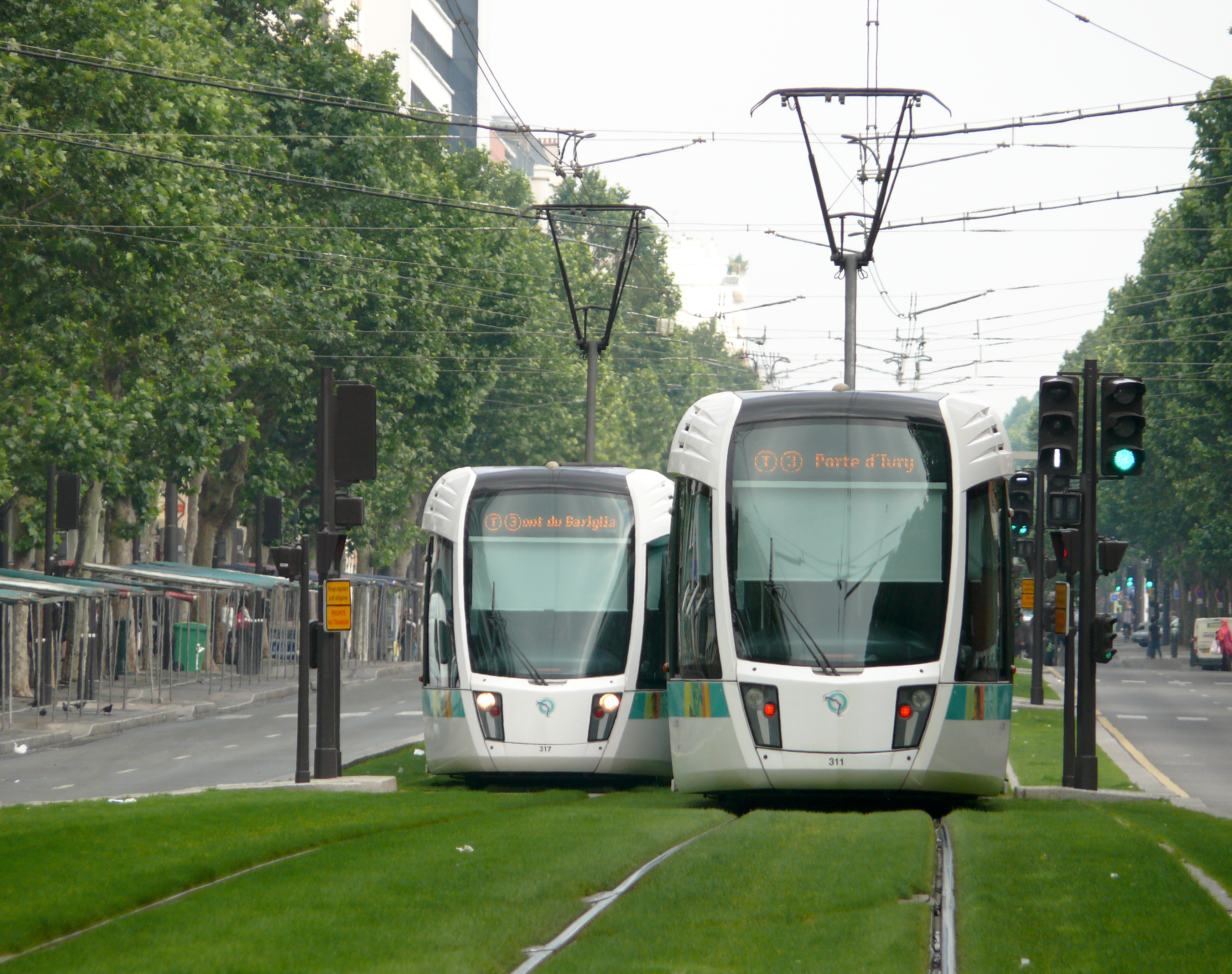
两辆Citadis 402交汇
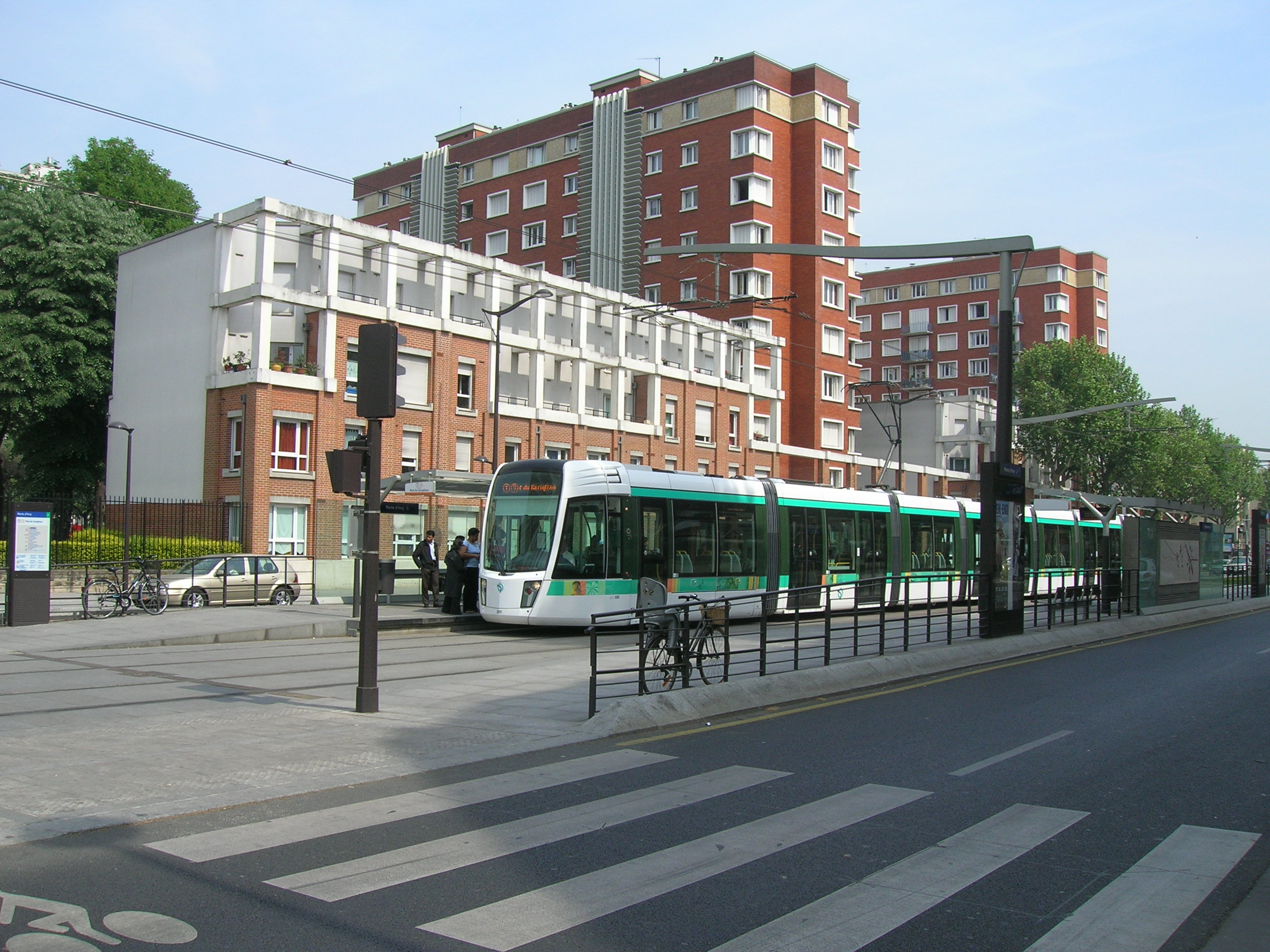
Citadis 402停靠在伊夫里门
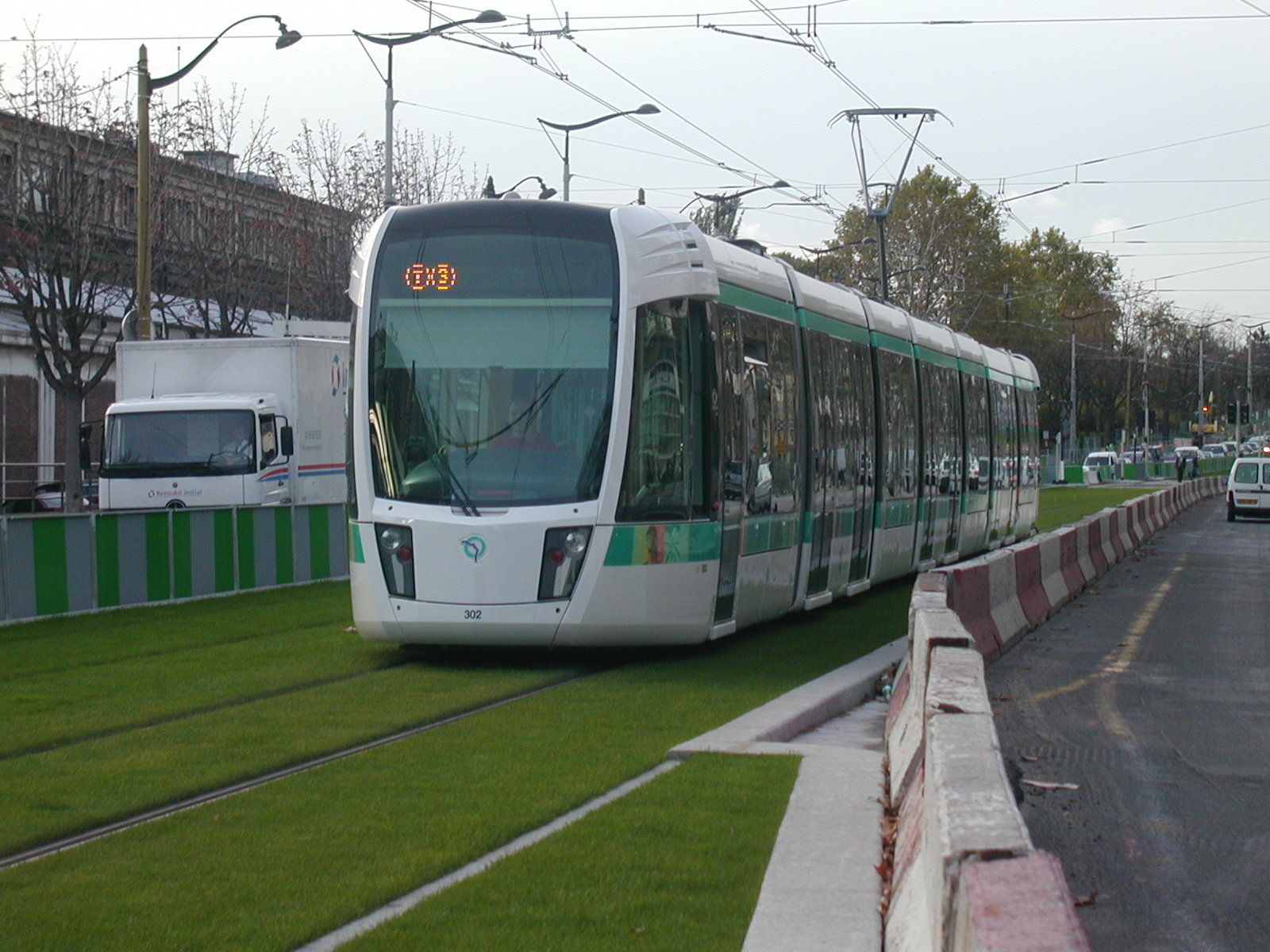
2005年试运行的Citadis 402
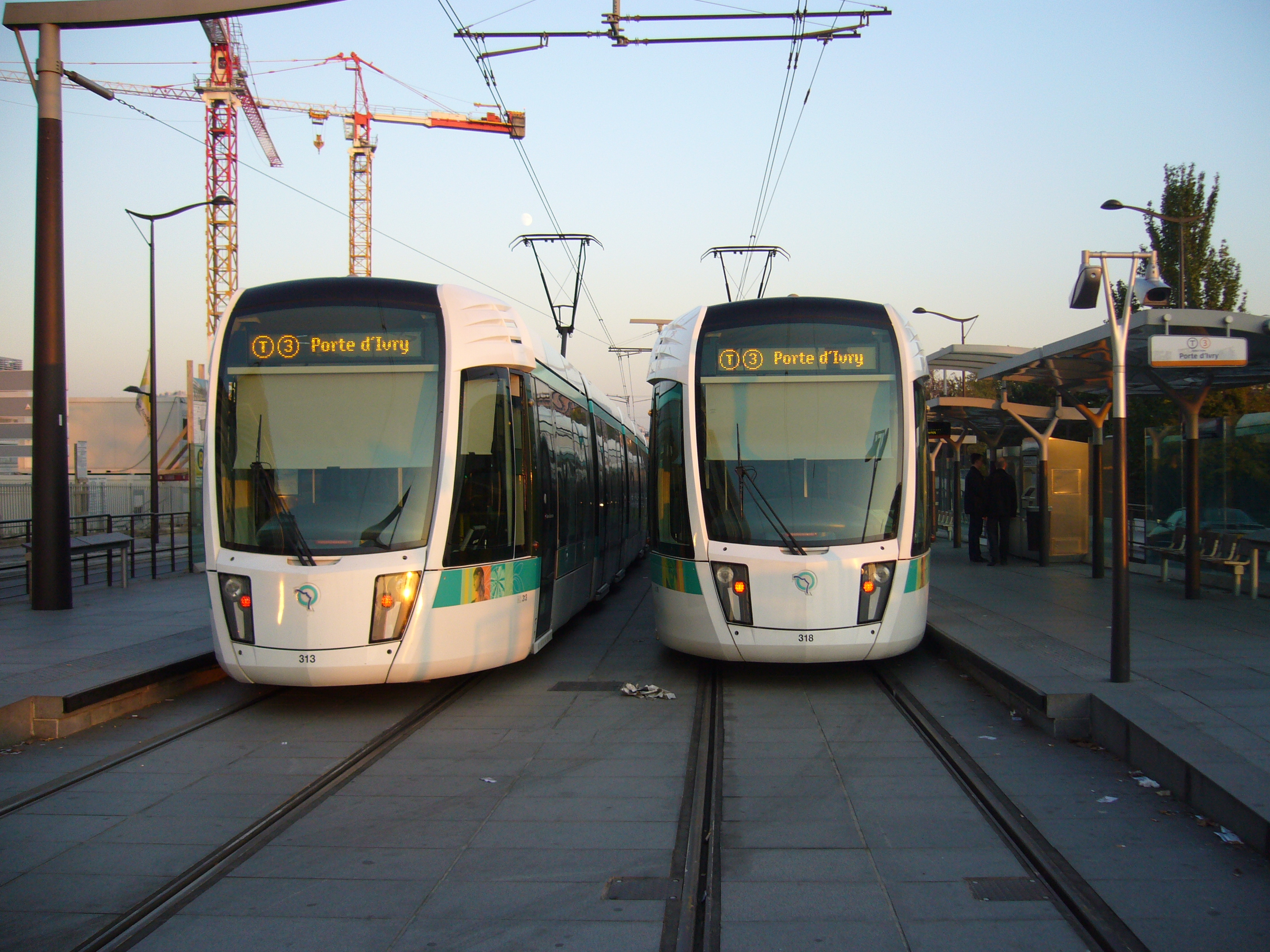
加里利亚诺桥站，两辆Citadis 402沐浴在晚霞中
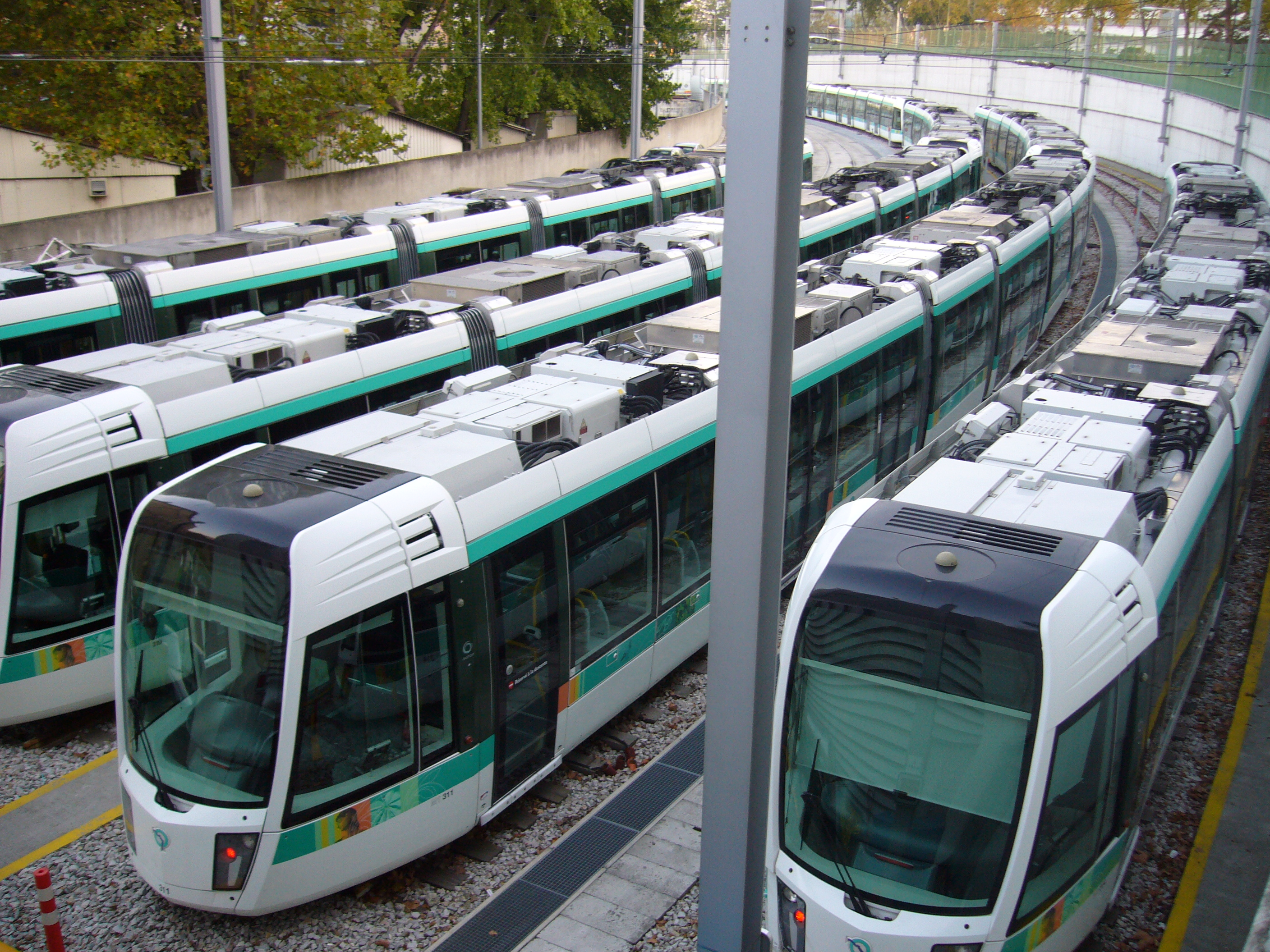
电车车厂
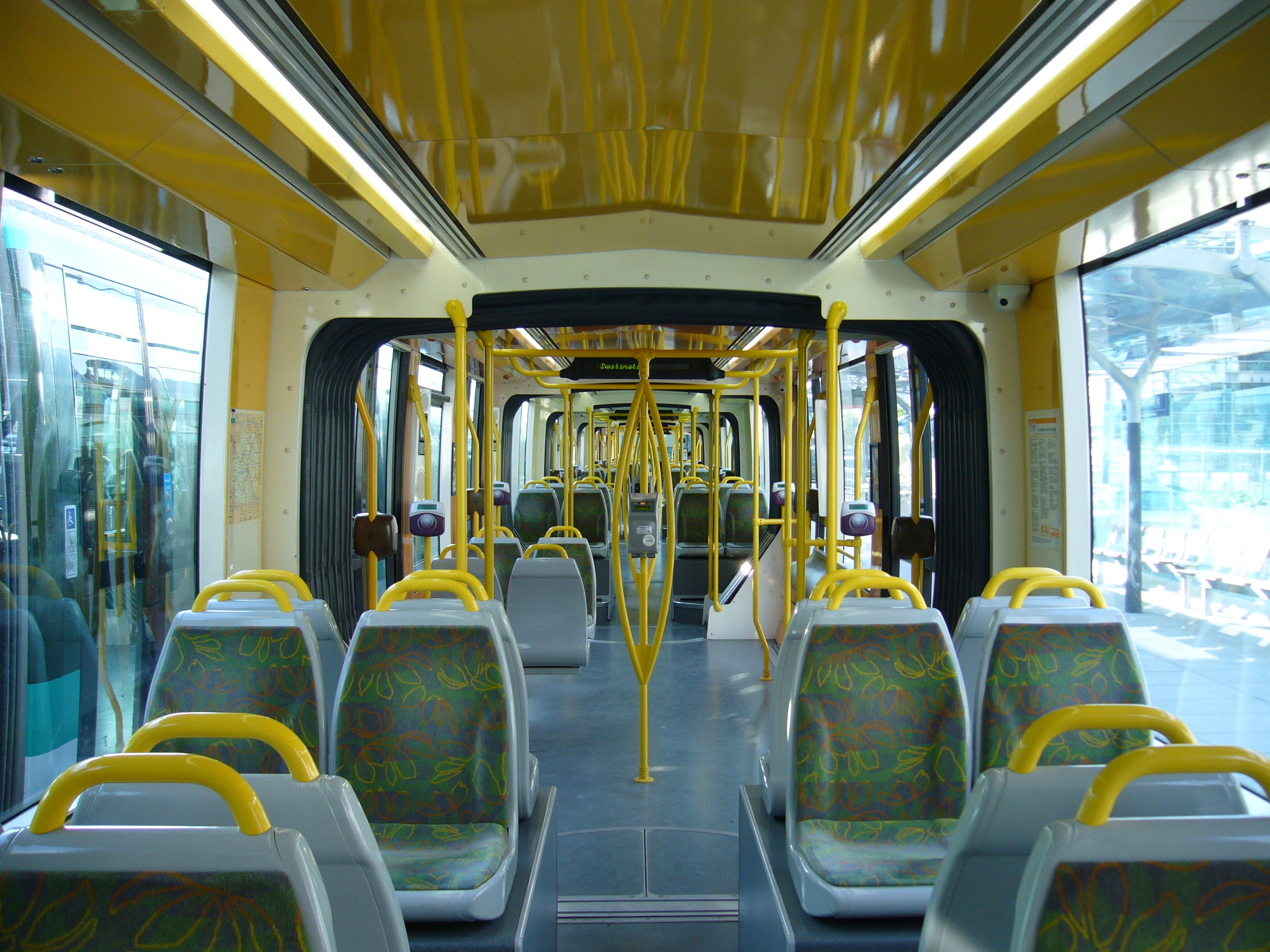
Citadis 402内景
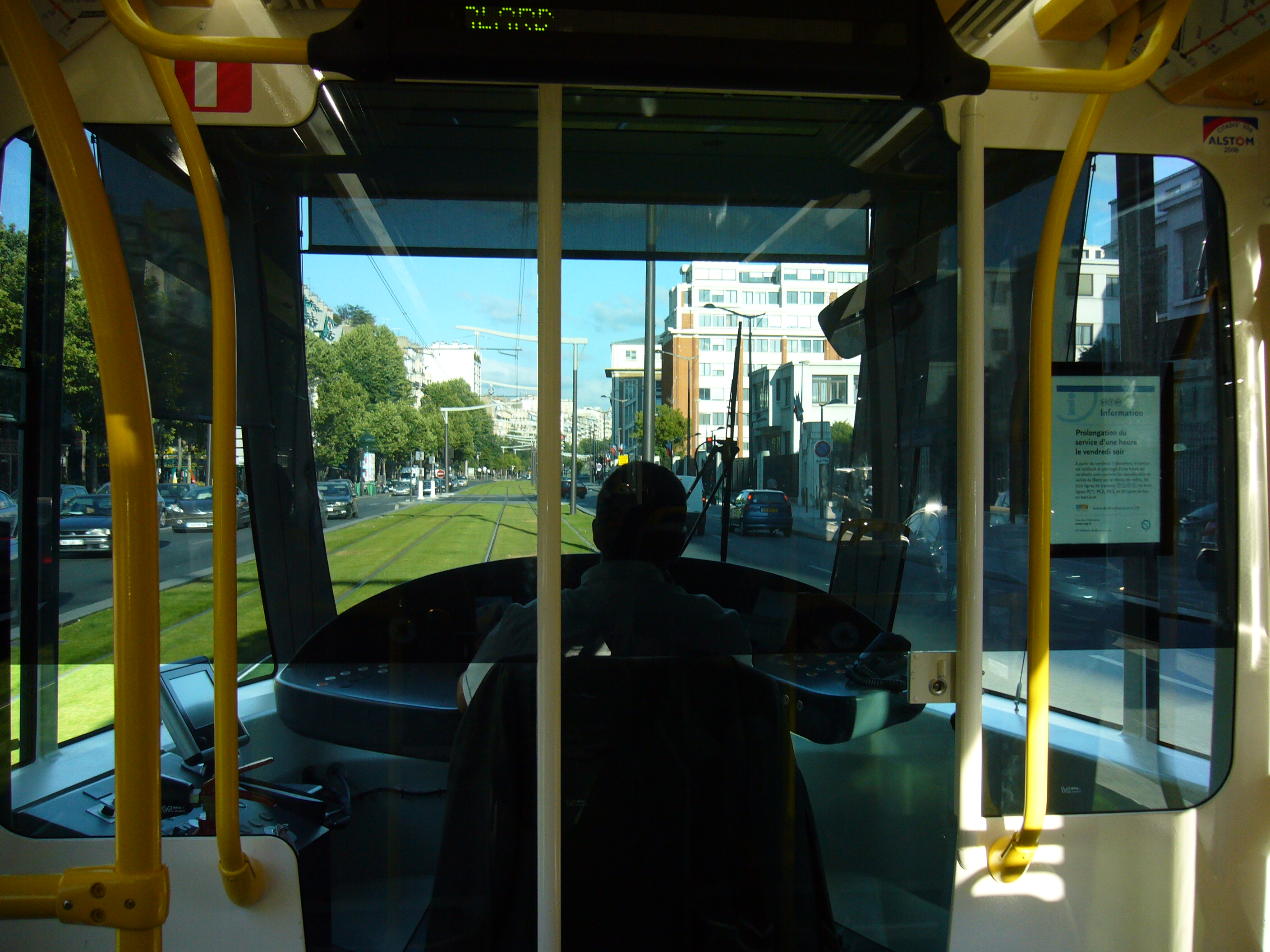
Citadis 402驾驶室
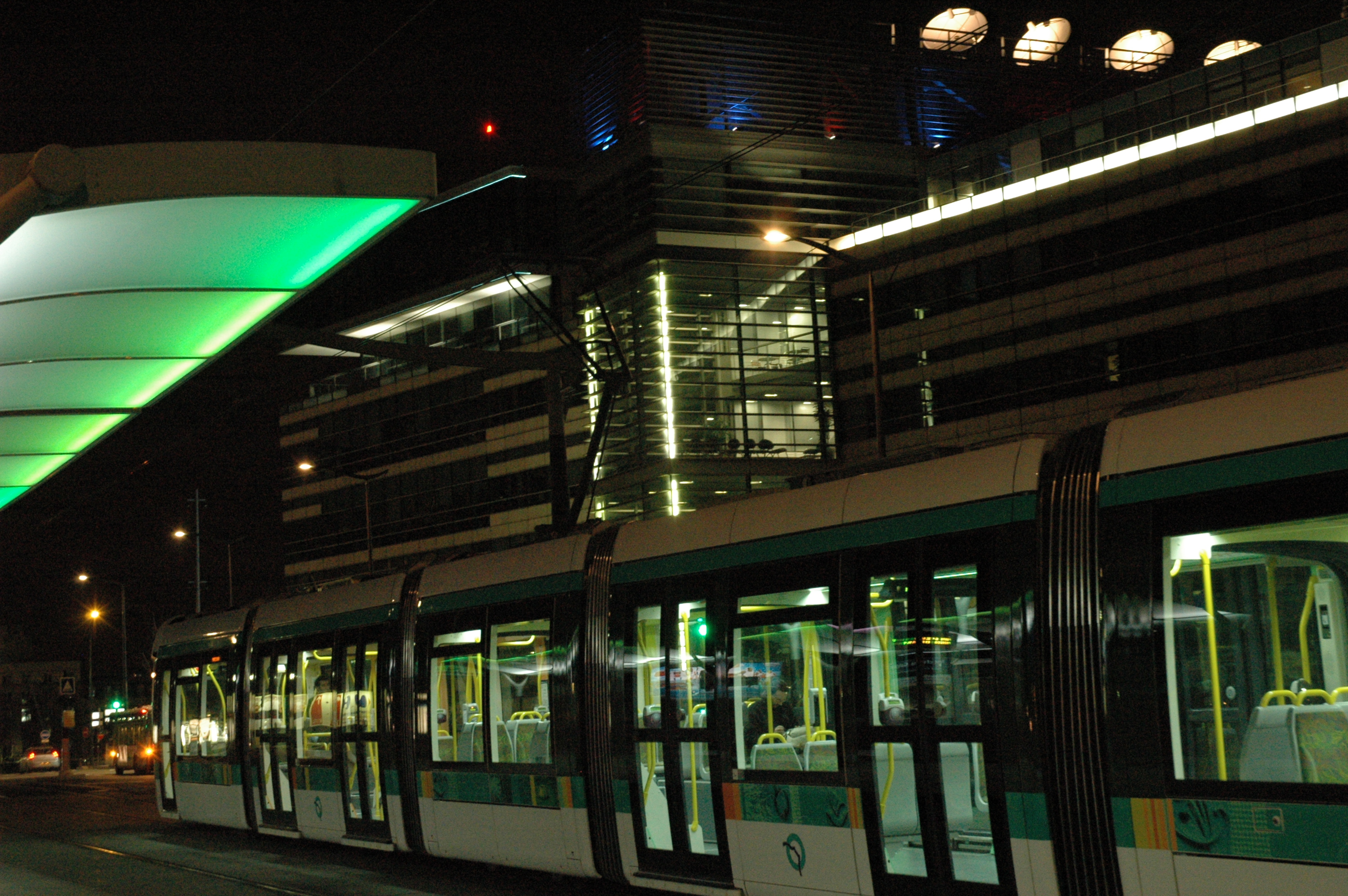
车站夜景

2009年6月，运营方RATP和列车供应商阿尔斯通公司在其中一辆Citadis 402电车上进行实验，目的是为了节约能源。车上新装备了超级冷凝器，可以在车站停车时进行"再充电".

## 使用状况
根據2007年12月14日的统计数据，3号线a线开通一年后，每年有2500万人乘坐该线。

### 批评

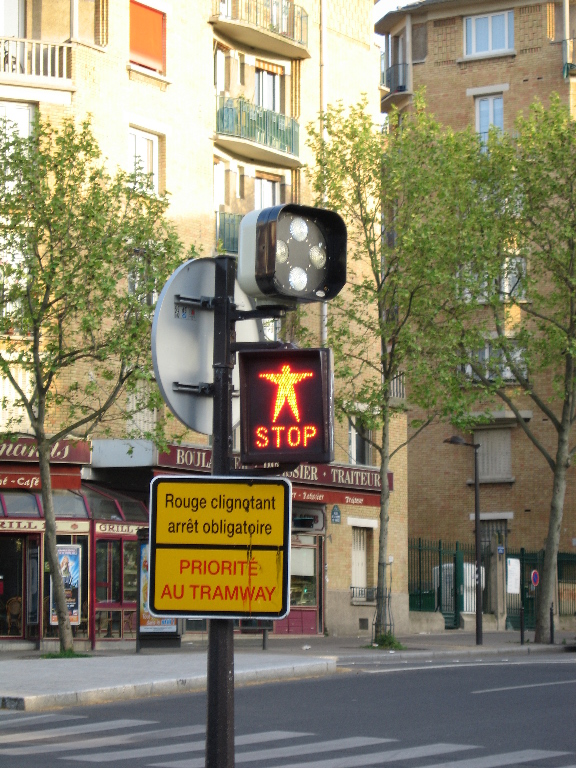
电车路的行人信号指示灯

3号线a线行走马路中央，遭到过舆论的批评。有批评者认为，行走马路中央，占用了两个机动车道，会加剧元帅大道交通状况恶化，而且3号线a线电车自身要穿越多个巴黎环城的十字路口，既没有立交桥、也没有隧道，需要与川流不息的车辆交织前行，还要面对众多的电车信号灯，其运行速度可想而知。假若行經环城铁路就没有这些问题。
反对者的声音在2006年电车路设施基本完工，正式通车运营之前占据了上风，因为当时元帅大道的交通堵塞状况比以往大大恶化，但巴黎市政府对此不为所动。2009年12月的数据报告显示，电车3号线a线在高峰期的运行时速只有16.5公里，非高峰期也只有17.5公里，远低于期望的20公里，比起以前PC1公交车的14.5公里时速，电车的优势相当微小.
不过，3号线a线的平均日客流量到达11.5万，已经超过了原先预计的10万。客流增长反过来也使电车停车时间延长，从而降低了通勤效率。因此，3号线a线亦可以称得上是"痛并快乐着".

## 未来计划

3号线a线和3号线a线b线，以及其延伸计划

### 西延段
在3号线的西延计划中，从加里利亚诺桥到阿涅尔门的延伸段遭到了巴黎十六区居民的强烈反对，他们认为，修建成本太高，与工程实效不相符，施工期间还会对停车场和商业中心带来不利影响。
由于受到公众反对，再加上该区现有C线进行服务，该延长计划目前仍遥遥无期.